# Cassano Spinola
Cassano Spinola là một đô thị ở tỉnh Alessandria trong vùng Piedmont của Italia, có vị trí cách khoảng 100 km về phía đông nam của Torino và khoảng 25 km về phía đông nam của Alessandria. Tại thời điểm ngày 31 tháng 12 năm 2004, đô thị này có dân số 1.863 người và diện tích là 15 km².
Cassano Spinola giáp các đô thị: Carezzano, Gavazzana, Novi Ligure, Pozzolo Formigaro, Sant'Agata Fossili, Sardigliano, Serravalle Scrivia, Stazzano, và Villalvernia.